# Turks Head
Turks Head är en udde i Antarktis. Den ligger i Östantarktis. Nya Zeeland gör anspråk på området.
Terrängen inåt land är varierad. Havet är nära Turks Head åt sydväst. Trakten är obefolkad. Det finns inga samhällen i närheten. 